# 日努亚克
日努亚克（法語：Ginouillac，法語發音：[ʒinujak]）是法国洛特省的一个市镇，属于古尔东区。

## 地理
日努亚克（44°43'33"N, 1°32'18"E）面积9.42 平方千米，位于法国奧克西塔尼大區洛特省，该省份为法国西南部内陆省份，北起顺时针与科雷兹省、康塔爾省、阿韦龙省、塔恩-加龙省、洛特-加龍省和多尔多涅省接壤。
与日努亚克接壤的市镇（或旧市镇、城区）包括：卡尔吕塞、圣普罗热、塞涅尔格、苏西拉克。

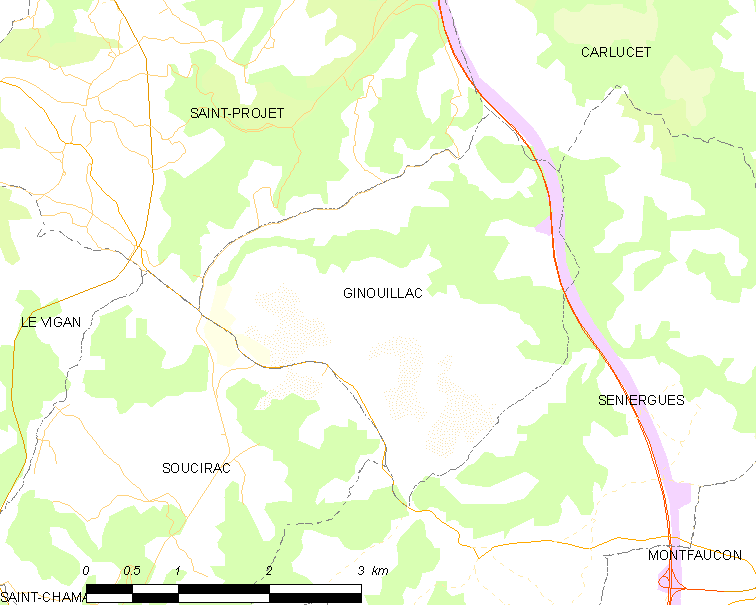
日努亚克的OSM定位图

日努亚克的时区为UTC+01:00、UTC+02:00（夏令时）。

## 行政
日努亚克的邮政编码为46300，INSEE市镇编码为46121。

## 政治
日努亚克所属的省级选区为科斯和布里亚讷县。

## 人口

1962-2008年间日努亚克人口变化图示

日努亚克于2022年1月1日时的人口数量为141人。